# CoBe (revista)
CoBe es una sigla que significa "Comer, Beber"; corresponde a una revista de gastronomía y vinos hecha en Chile, pero de venta en varios países latinoamericanos.
Fue fundada a mediados de 2007 por el periodista especializado en vinos y gastronomía, Daniel Greve, y sale cada tres meses, cada cambio de estación.
Las revistas CoBe, por lo tanto, tienen ediciones temáticas que se relacionan con cada primavera, verano, otoño e invierno. Es una revista de alto estándar, coleccionable.
- Datos: Q5775609

Sitio en Internet